# Georg Johansson
Georg Johansson (ur. 23 kwietnia 1910, zm. 12 stycznia 1996) – szwedzki piłkarz, grający na pozycji pomocnika.

## Kariera klubowa
Podczas kariery piłkarskiej Georg Johansson występował w IK Brage.

## Kariera reprezentacyjna
W reprezentacji Szwecji Johansson zadebiutował 26 lipca 1931 wygranym 6-0 towarzyskim meczu z Łotwą. W 1934 József Nagy, ówczesny selekcjoner reprezentacji Szwecji powołał Johanssona na mistrzostwa świata. Na turnieju we Włoszech był rezerwowym i nie wystąpił w żadnym meczu. Drugi i zarazem ostatni raz w reprezentacji wystąpił 19 września 1937 w przegranym 2-3 meczu Puchar Nordycki z Norwegią, w którym w 55 min. zdobył bramkę.
| Mecze i gole w reprezentacji | Mecze i gole w reprezentacji | Mecze i gole w reprezentacji | Mecze i gole w reprezentacji | Mecze i gole w reprezentacji | Mecze i gole w reprezentacji | Mecze i gole w reprezentacji |
| #                            | Data                         | Miasto                       | Przeciwnik                   | Gol                          | Wynik                        |                              |
| ---------------------------- | ---------------------------- | ---------------------------- | ---------------------------- | ---------------------------- | ---------------------------- | ---------------------------- |
| 1.                           | 26.07.1931                   | Västerås                     | Łotwa                        |                              | 0:6                          | towarzyski                   |
| 2.                           | 19.09.1937                   | Oslo                         | Norwegia                     | Gol                          | 2:3                          | Puchar Nordycki              |